# Neonerita parapressa
Neonerita parapressa là một loài bướm đêm thuộc phân họ Arctiinae, họ Erebidae.